# 朱見汌
宜章怀顺王朱见汌（1476年—1498年6月14日），明朝郑简王朱祁锳庶八子，母亲是俞氏。明朝唯一一代宜章王。

## 生平
成化十四年（1478年）十一月赐名。
弘治元年（1488年）九月，明孝宗遣保定侯梁任、陽武侯薛倫、豐城侯李璽、駙馬都尉蔡震、游泰、興安伯徐盛、靖遠伯王憲、永順伯薛勛、成安伯郭鐄、修武伯沈坊、南和伯方壽祥、崇信伯費淮為正使，尚寶司少卿胡恭、吏科右給事中王質、戶科給事中鄭宗仁、禮科給事中王綸、兵科給事中藺琦、刑科給事中胡金、工科給事中夏昂、中書舍人鮑春、吏部員外郎貢欽、戶部郎中江漢、員外郎陳綸、兵部員外郎熊祿為副使，持節冊封朱見汌為宜章王。
弘治十一年（1498年）五月，朱见汌去世。朝廷得知，輟朝一日，按制度賜祭葬，谥懷順。因为没有儿子，封国取消。
弘治十二年（1499年）七月，給懷順王妃食米每年百石。

## 评价
- 《弇山堂别集》卷074：慈仁短折，和比於理。